# Parti socialiste indépendant (Pays-Bas)
 (décembre 2024).
Si vous disposez d'ouvrages ou d'articles de référence ou si vous connaissez des sites web de qualité traitant du thème abordé ici, merci de compléter l'article en donnant les références utiles à sa vérifiabilité et en les liant à la section « Notes et références ».
Le Parti socialiste indépendant ((nl) : Onafhankelijke Socialistische Partij ; OSP) était un parti politique socialiste révolutionnaire aux Pays-Bas ayant existé de 1932 à 1935 et affilié au Centre marxiste révolutionnaire international.

## Historique
Le parti a été fondé par un groupe autour de Jacques de Kadt (nl) et Piet J. Schmidt (nl) le 28 mars 1932. Le groupe se sépare du Parti social-démocrate des ouvriers après un conflit autour de la publication interne d'opposition, De Fakkel que la direction modérée du SDAP  veut interdire. En réaction à cela l'opposition de gauche quitte le parti pour fondé l'OSP. 
Il participe aux élections législatives de 1933 (nl) où il obtient 27 000 voix. En 1935, le parti fusionne avec le Parti socialiste révolutionnaire (nl) et forme le Parti socialiste révolutionnaire des travailleurs (nl).